# Badia
Pour les articles homonymes, voir Badia (homonymie).
Badia est une commune rurale malienne de l'arrondissement central de Kita dans le cercle de Kita et la région de Kita. Elle a pour chef-lieu la localité de Daféla.

## Villages
La commune s'étend sur 9 localités relevées lors du recensement général de 2009. 
Les villages les plus peuplés sont :
- Daféla (2 129 habitants) ;
- Boro (1 221 habitants) ;
- Golobiladji (1 091 habitants).

La loi 2023-007 attribue à la commune rurale 8 villages  :
- Golobiladji
- Makana Birgo
- Makana Bambara
- Daféla
- Baro
- Goumango
- Sananfara
- Ganfan